# Antepione furciferata
Antepione furciferata là một loài bướm đêm trong họ Geometridae.